# Doomsday Blue
«Doomsday Blue» (укр. Понурий судний день) — пісня, що представляла Ірландію на Пісенному конкурсі Євробачення 2024 в Мальме, Швеція після перемоги на національному відборі Eurosong 2024 у виконанні Bambie Thug. «Doomsday Blue» стала першою піснею Bambie Thug, яка потрапила в чарти в рідній країні.

## Про пісню
«Doomsday Blue» написали Бембі Рей Робінсон, Олівією Кессі «Кессієт» Брукінг (яка також стала бек-вокалісткою), Сем Метлок і Тайлер Райдер. В інтерв'ю Робінсон стверджує, що пісня — про розбите серце, обман і біль нерозділеного кохання та описує її як «вибухову» і «важку», але також «солодку» і «душевну». Під час написання пісні Bambie Thug з Тайлером Райдером мали намір додати якомога більше різних жанрів та створювали пісню, яка «непідвладна жанру». Вони описали композицію «Doomsday Blue» як суміш альтернативного року, попмузики, джазу та «електронно-метал-брейкдайн».
Текст пісні містить численні «заклинання», включно з «Avada Kedavra», яке походить з арамейської мови, та було популяризуване франшизою про Гаррі Поттера, де фраза використовується для позначення «Закляття вбивства», прокляття, яке викликає миттєву смерть. Робінсон, як зазначалося у Twitter, як небінарна персона не має прихильності до Джоан Роулінг через її погляди щодо трансгендерів, а натомість має прихильність до розумного володіння мовою.
Заявка на Eurosong 2024 від Робінсон була подана, щоб «проклясти» спогади про зґвалтування неназваним знайомим у травні 2023 року, приблизно за три тижні до дебютного виступу на фестивалі.

## Пісенний конкурс Євробачення

### Eurosong 2024
Ірландський національний мовник Raidió Teilifís Éireann (RTÉ) транслював спеціальний епізод Eurosong 2024 The Late Late Show 26 січня 2024 року, щоб вибрати ірландського представника на Пісенному конкурсі Євробачення 2024. Відбір став восьмим змаганням національного фіналу в такому форматі. Пісню-переможницю було обрано міжнародним журі, національним журі та публічним голосуванням, причому кожна група мала третину від загальної кількості голосів.
Прем'єра «Doomsday Blue» як пісні нацвідбору відбулася 11 січня 2024 року в епізоді шоу «The Ray D'Arcy Show» на RTÉ Radio 1. У гранд-фіналі Eurosong 2024 пісня посіла третє місце з 8 балами за рішенням міжнародних журі. Проте Bambie Thug підтримало й телеголосування, що в сумі усіх балів принесло 32 бали та перемогу на національному відборі. У підсумку «Doomsday Blue» отримала право представляти Ірландію на Євробаченні 2024.

### На Євробаченні
Пісенний конкурс Євробачення 2024 відбувся на Мальме-Арені в Мальме, Швеція, і складався з двох півфіналів, які відбулися 7 і 9 травня відповідно, і фіналу 11 травня 2024 року. Під час жеребкування 30 січня 2024 року Ірландія потрапила до першої половини першого півфіналу шоу.

7 травня 2024 року Ірландія, здобувши 124 бали від журі та посівши 5 місце, вперше за 5 років і вдруге за останні 11 років пройшла до фіналу Євробачення. Під час жеребкування після першого півфіналу країна потрапила до першої половини фіналу. Пізніше було визначено, що Ірландія виступить під номером 10. У фіналі «Doomsday Blue» посіла 6 місце з 278 балами, з яких 142 від журі та 136 від глядачів. Пісня здобула найвищу оцінку (12 балів) від журі Австралії. Результат на конкурсі став найкращим для Ірландії за останні 24 роки участі у Євробаченні.

Фрагменти виступу на Євробаченні 2024
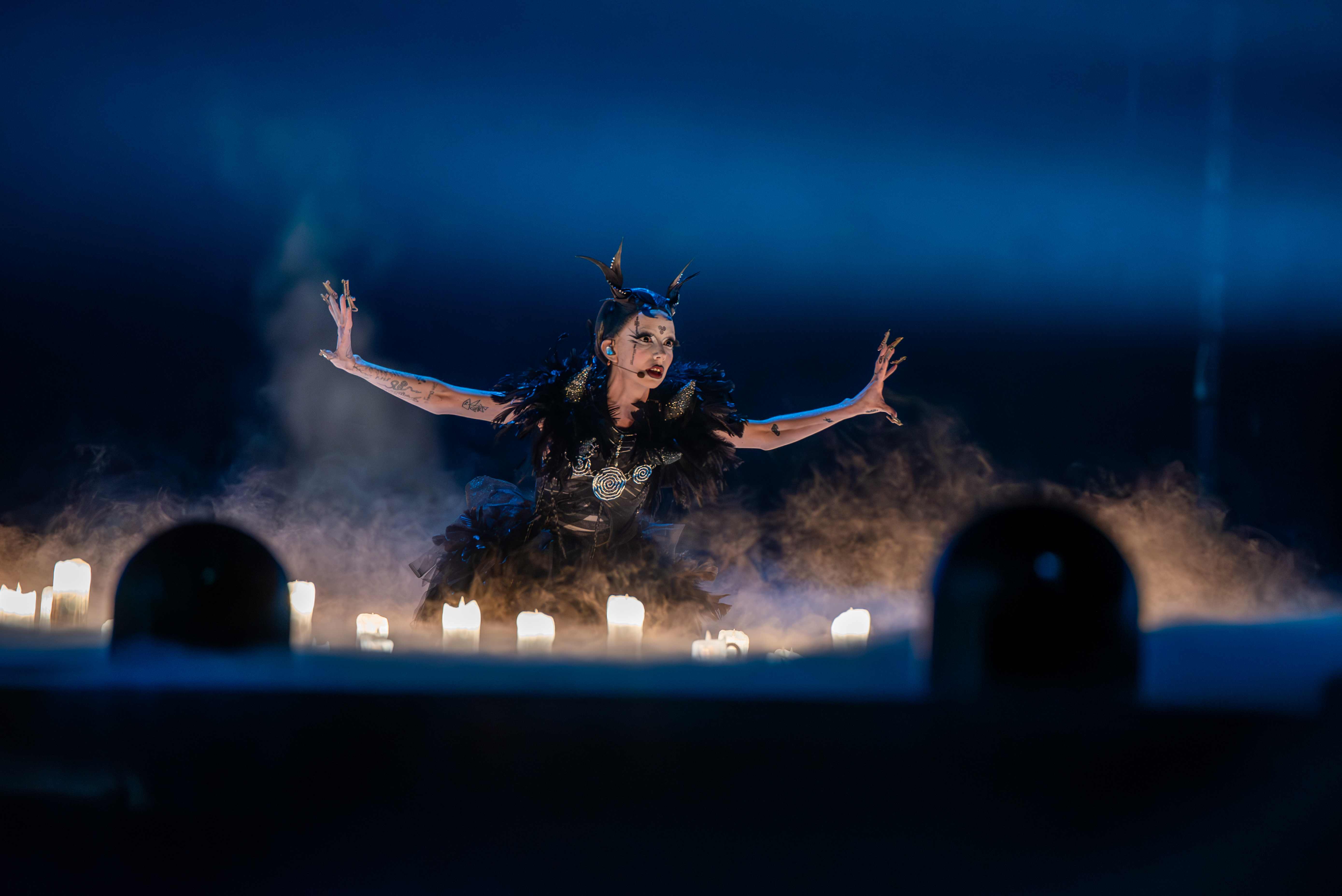
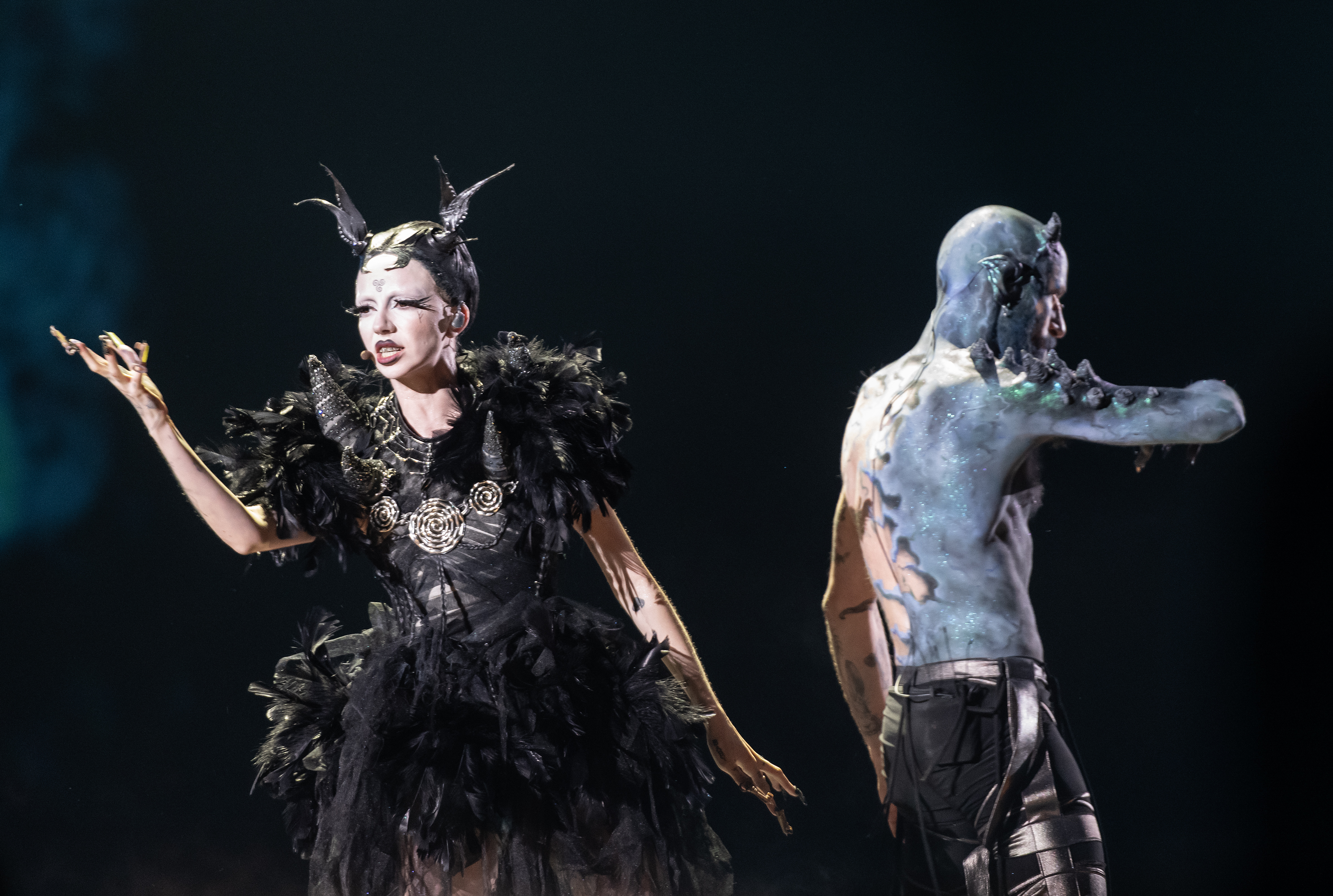
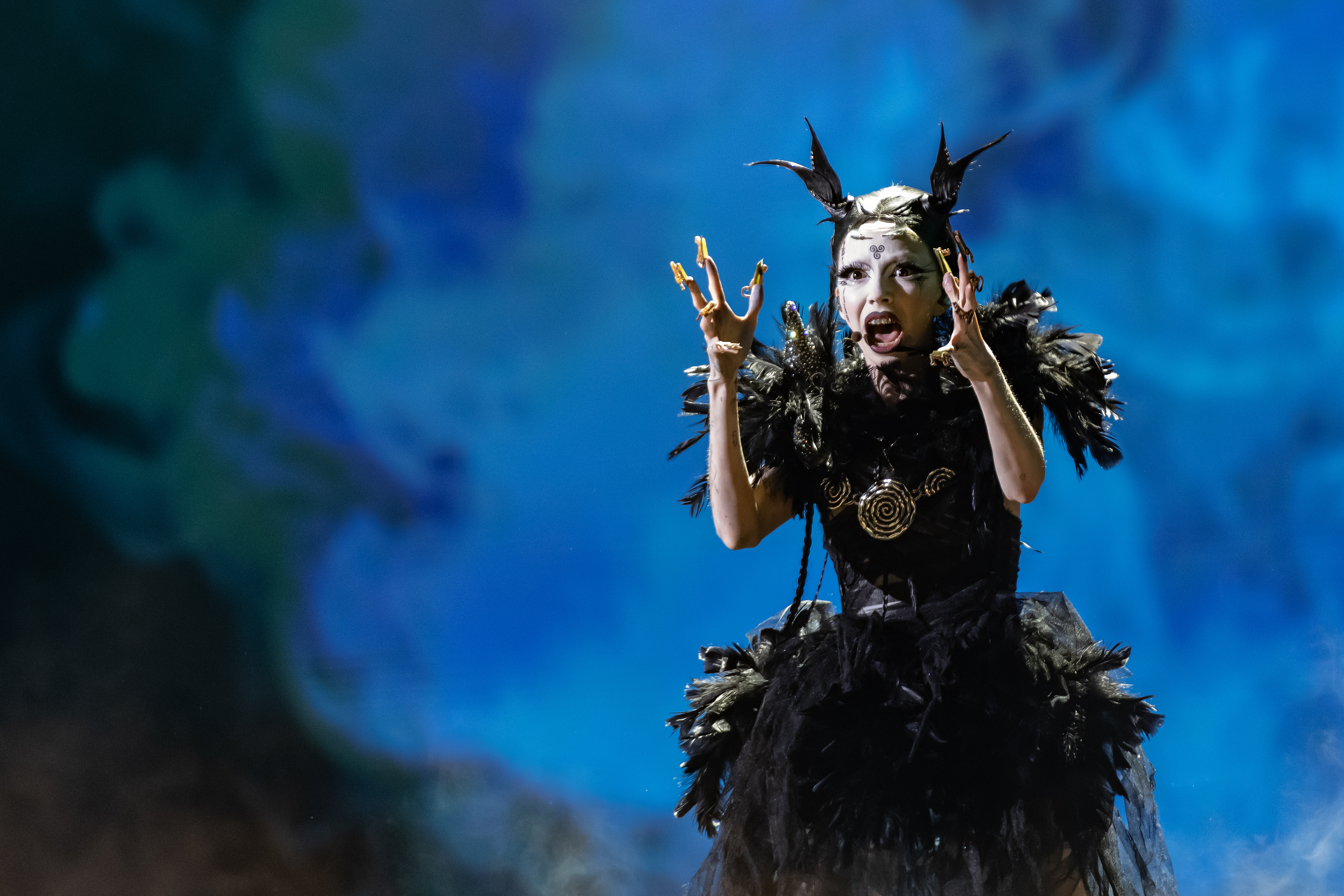
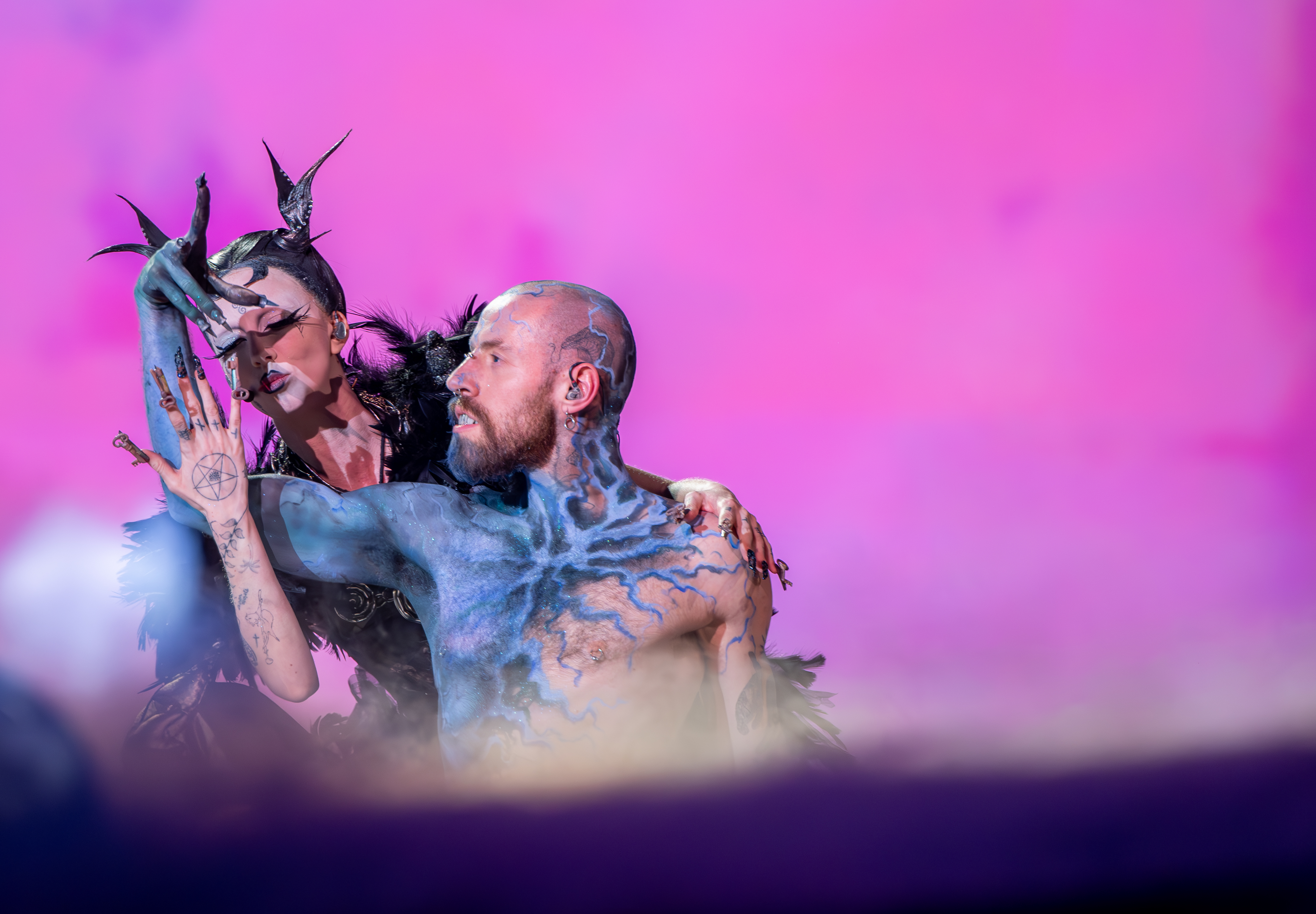
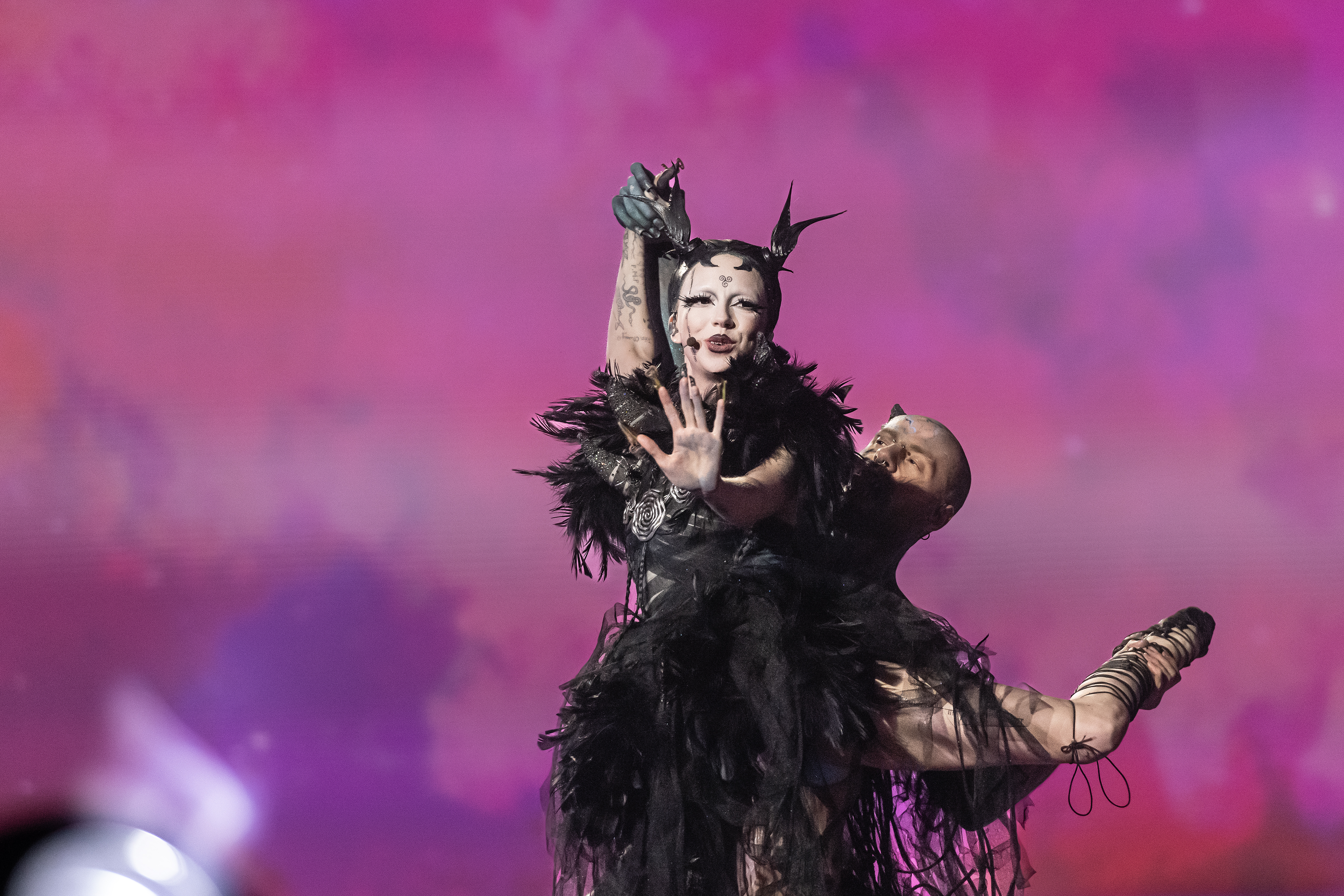
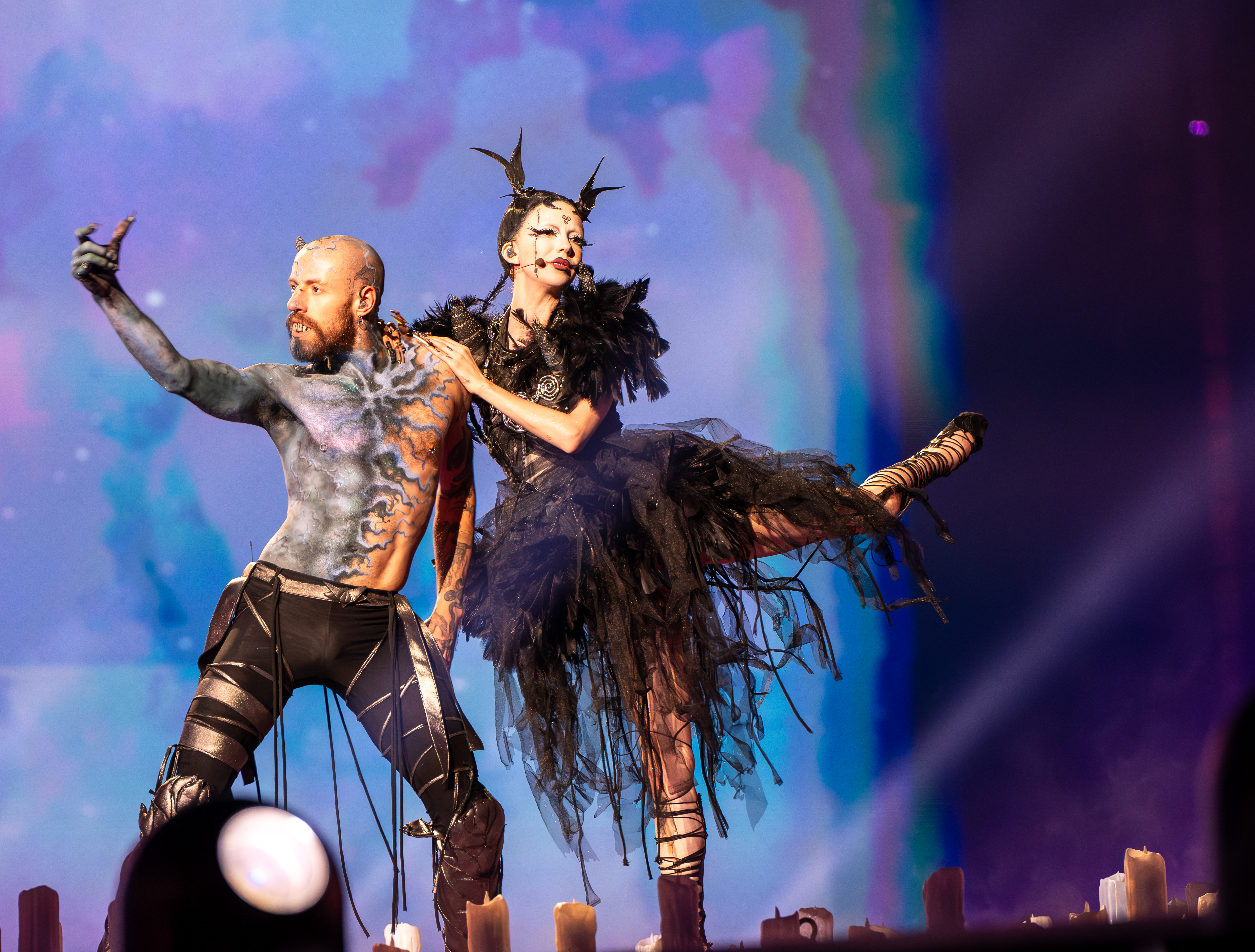
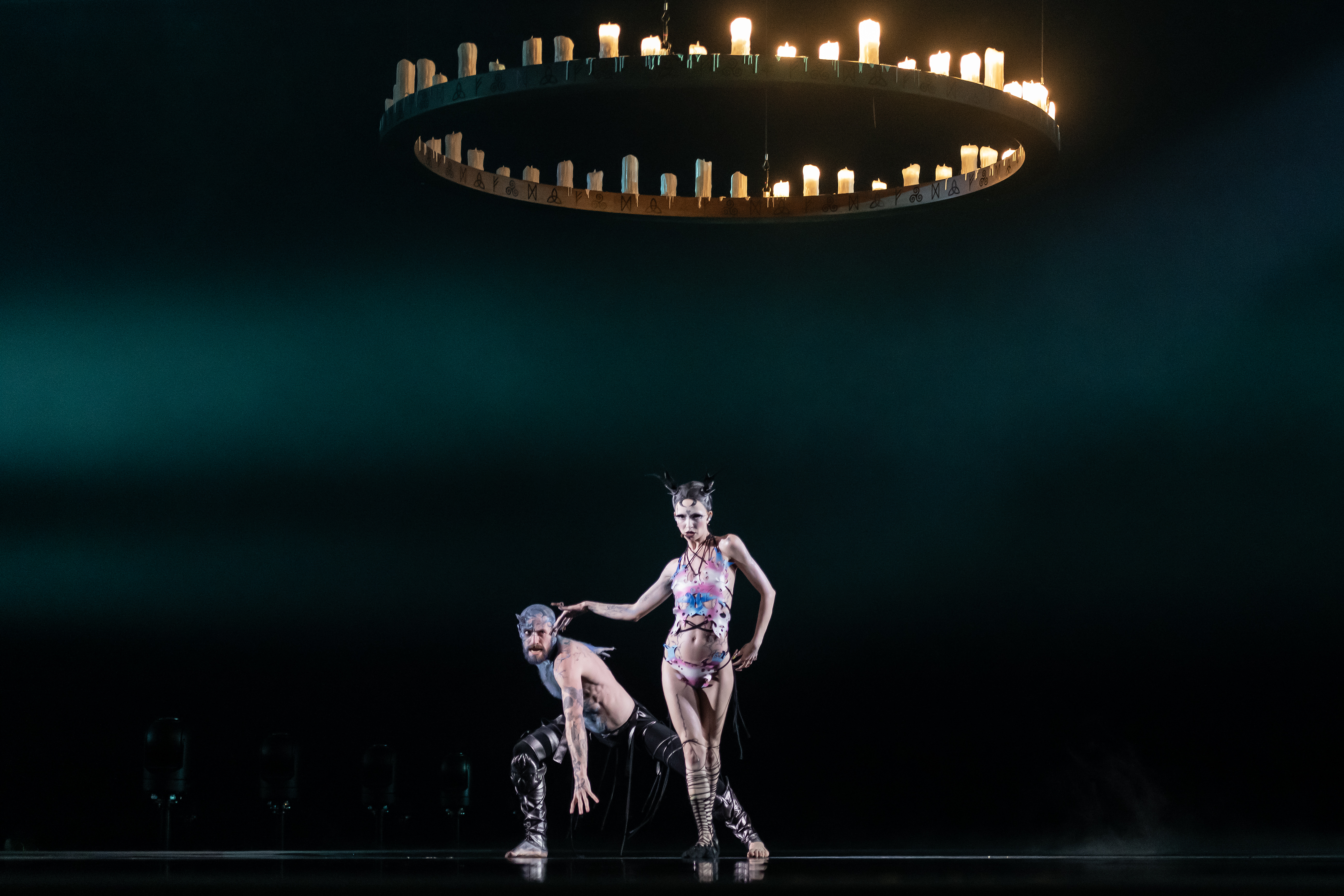
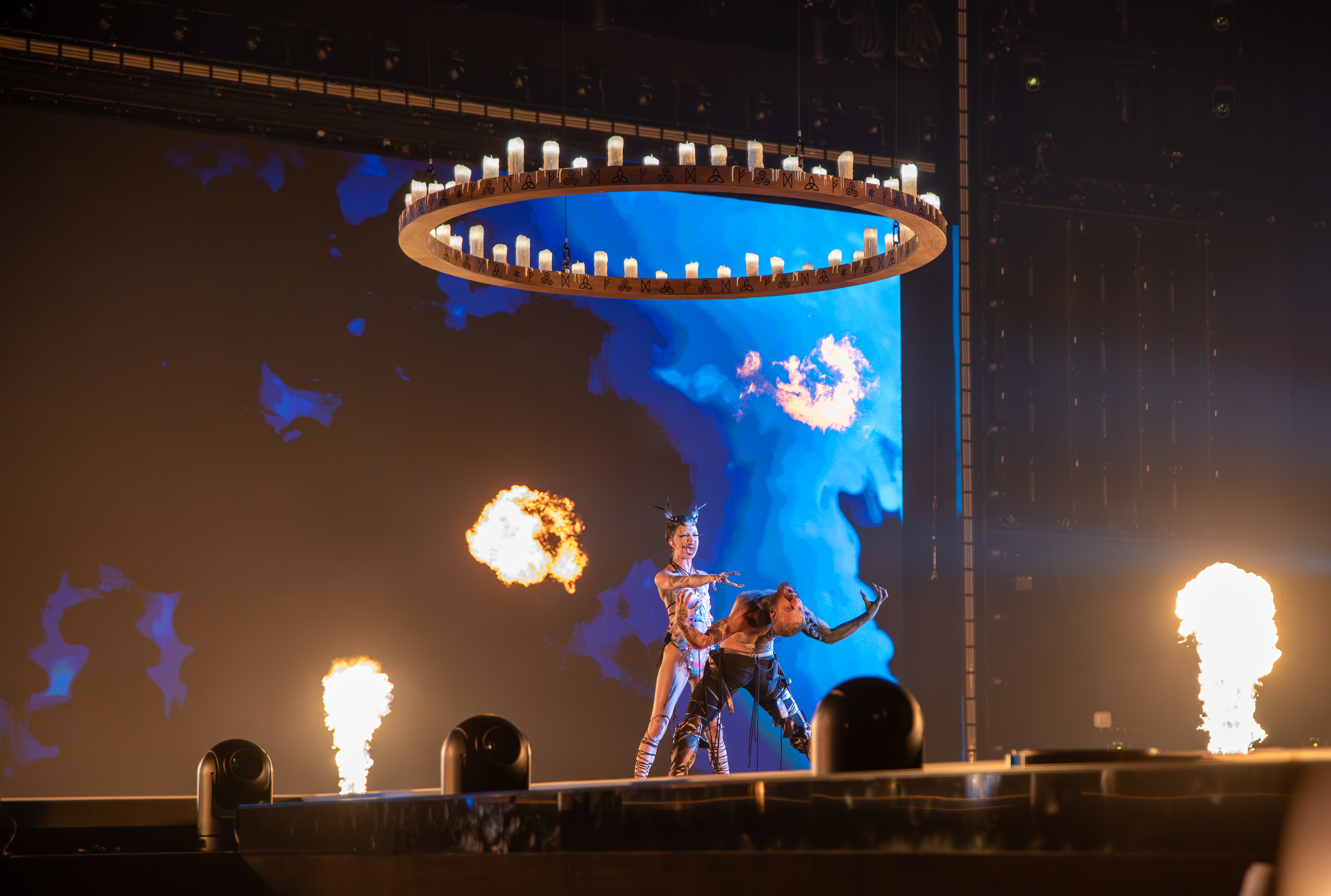
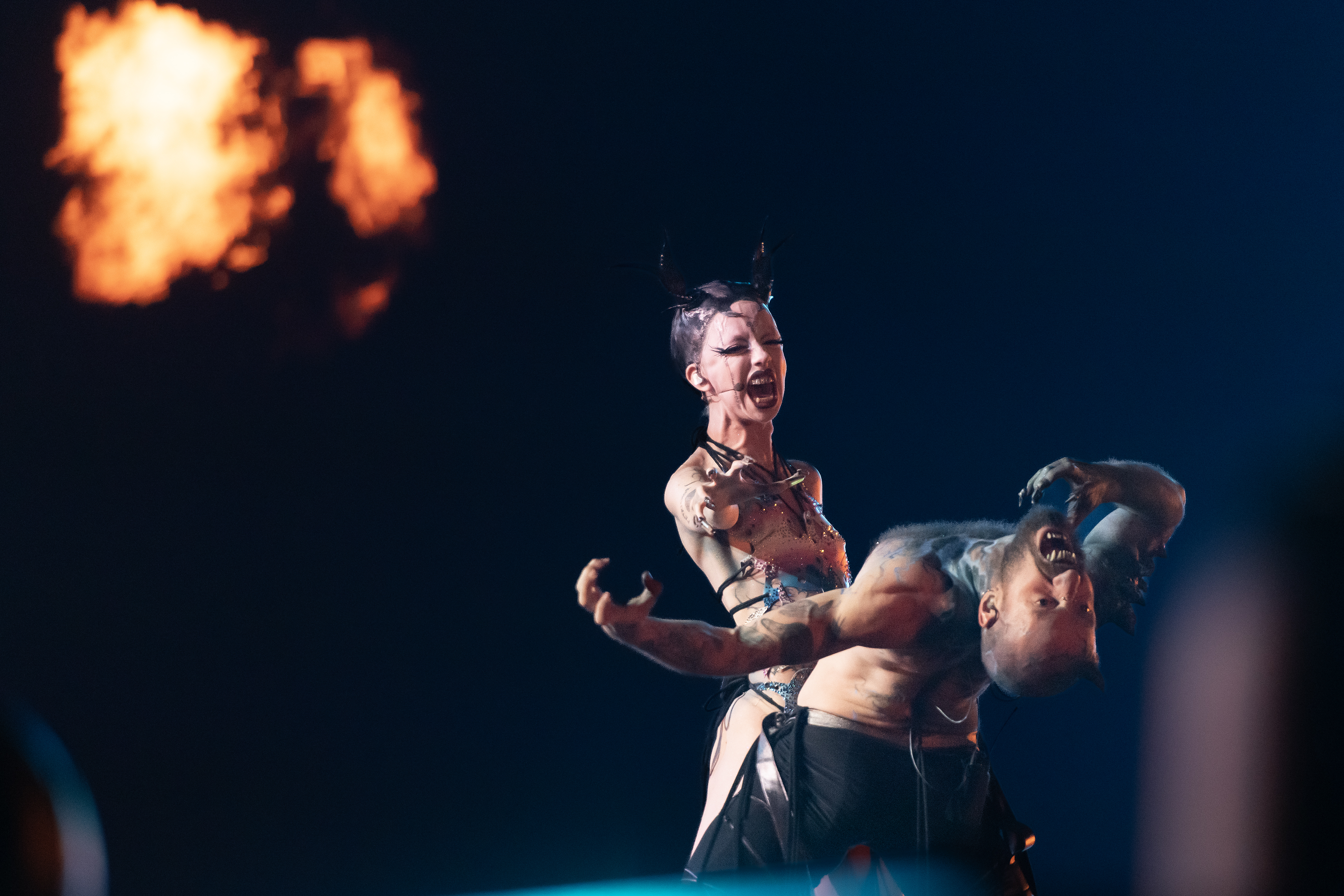

## Чарти
| Чарти (2024)   | Пікова позиція |
| -------------- | -------------- |
| Ірландія (ISC) | 37             |